# 无产文化
无产文化（俄语：Пролетку́льт）是俄语中“无产阶级文化”组成的合成词，指1917年俄罗斯革命时兴起的实验性苏维埃艺术机构，建立者包括阿纳托利·卢那察尔斯基和亚历山大·波格丹诺夫。该组织是当地文化协会和前卫艺术家的联合会，在视觉、文学和戏剧领域最为突出。无产文化试图通过创造一种新的、革命性的工人阶级审美来从根本上改变现有的艺术形式，在落后的农业俄罗斯建设现代工业社会的过程中，这种审美从中汲取灵感。该机构受到了苏俄教育人民委员会的资助。